# Kanaal Wessem-Nederweert
Het Kanaal Wessem-Nederweert is een verbindingskanaal tussen de plaatsen Wessem en Nederweert in de Nederlandse provincie Limburg.
Het kanaal is 17 km lang, 2,5 meter diep en variërend in breedte van 30 tot 50 meter. Het Kanaal Wessem-Nederweert werd officieel geopend op 22 oktober 1929. Het verbindt de Zuid-Willemsvaart en Noordervaart bij Nederweert (de Kanalenviersprong) met de Maas bij Wessem (Pol).
In het kanaal ligt één sluis: sluis Panheel en negen bruggen. Ze bieden een doorvaarthoogte van ongeveer 5 meter, voldoende voor twee lagen containers. 
De maximale toegestane afmetingen van schepen op het kanaal zijn 95 meter lengte, 9,6 meter breedte en 2,10 meter diepte, overeenkomend met scheepvaartklasse Cemt IV met een diepgang beperking van 2,10 meter. De onderhoudsklasse van het kanaal is Vaarklasse II.

## Bruggen
Over het kanaal liggen negen bruggen. Hieronder een overzicht:
| Nr.: | Naam:            | Soort:                            | Traject:                                     | Afbeelding: |
| ---- | ---------------- | --------------------------------- | -------------------------------------------- | ----------- |
| 1    | Polbrug          | verkeersbrug (liggerbrug)         | Pol - Wessem (Polderweg)                     |             |
| 2    | Trambrug         | verkeersbrug (liggerbrug)         | Panheel - Wessem (Sint Antoniusstraat)       |             |
| 3    | Sluis Panheel    | verkeersbrug (twee liggerbruggen) | Panheel - Thorn (Thornerweg)                 |             |
| 4    | Napoleonsbrug    | verkeersbrug (twee liggerbruggen) | Ittervoort - Blerick (Napoleonsweg Zuid)     |             |
| 5    | Vosbergerbrug    | verkeersbrug (liggerbrug)         | Ell - Grathem (Velterweg)                    |             |
| 6    | Ellbrug          | verkeersbrug (liggerbrug)         | Kelpen-Oler - Ell (Ellerweg)                 |             |
| 7    | Kelperbrug       | verkeersbrug (vakwerkbrug)        | Weert - Roermond (Rijksweg)                  |             |
| 8    | Spoorbrug Kelpen | spoorbrug (vakwerkbrug)           | Weert - Roermond (Spoorlijn Budel - Vlodrop) |             |
| 9    | Schoorbrug       | verkeersbrug (liggerbrug)         | Nederweert - Weert (Schoor/Houtsweg)         |             |